# Александровац (Лакташи)
Александровац (раније Босански Александровац) је насељено мјесто на подручју града Лакташи, Република Српска, БиХ.

## Историја
Александровац као самостално насељено мјесто постоји од пописа 1991. године. До Другог свјетског рата то је било њемачко село Rudolfstal, настало као колонија досељеника из тада великог њемачког села Windthorst (данашње Нове Тополе).

## Становништво
|             | 2013.        | 1991.        |
| Укупно      | 819 (100,0%) | 677 (100,0%) |
| Срби        | 788 (96,21%) | 570 (84,19%) |
| Неизјашњени | 10 (1,221%)  | –            |
| Хрвати      | 9 (1,099%)   | 45 (6,647%)  |
| Непознато   | 5 (0,611%)   | –            |
| Бошњаци     | 4 (0,488%)   | 1 (0,148%)1  |
| Југословени | 2 (0,244%)   | 46 (6,795%)  |
| Украјинци   | 1 (0,122%)   | –            |
| Остали      | –            | 15 (2,216%)  |

1. 1 На пописима од 1971. до 1991. Бошњаци су пописивани углавном као Муслимани.